# Chingia muricata
Chingia muricata är en kärrbräkenväxtart som först beskrevs av Guido Georg Wilhelm Brause, och fick sitt nu gällande namn av Holtt. Chingia muricata ingår i släktet Chingia och familjen Thelypteridaceae. Inga underarter finns listade.